# Oguni (Yamagata)
Pour les articles homonymes, voir Oguni (homonymie).
Oguni (小国町, Oguni-machi) est un bourg du district de Nishiokitama, dans le nord de l'île de Honshū (préfecture de Yamagata), au Japon.

## Géographie

### Démographie
En 2011, la population d'Oguni s'élevait à 8 692 habitants répartis sur une superficie de 737,55 km2 (densité de population de 12 hab./km2).

## Honneur
L'astéroïde (31105) Oguniyamagata est nommé en son honneur.